# 三河川合駅
三河川合駅（みかわかわいえき）は、愛知県新城市川合字コシにある、東海旅客鉄道（JR東海）飯田線の駅である。

## 概要
愛知県の豊橋駅と長野県の辰野駅を結ぶJR飯田線の中間駅（途中駅）の一つである。新城市の北東部に位置する。近隣にある宇連ダムの建設時には資材輸送基地として利用されていたが、現在は僅かな旅客を扱うだけの旅客駅である。
開設は1923年（大正12年）。鳳来寺鉄道と三信鉄道の境界駅であったが、1943年（昭和18年）に両鉄道等は国有化され一括して国鉄飯田線とされた。JR東海へと移管されたのは1987年（昭和62年）のことである。

## 歴史

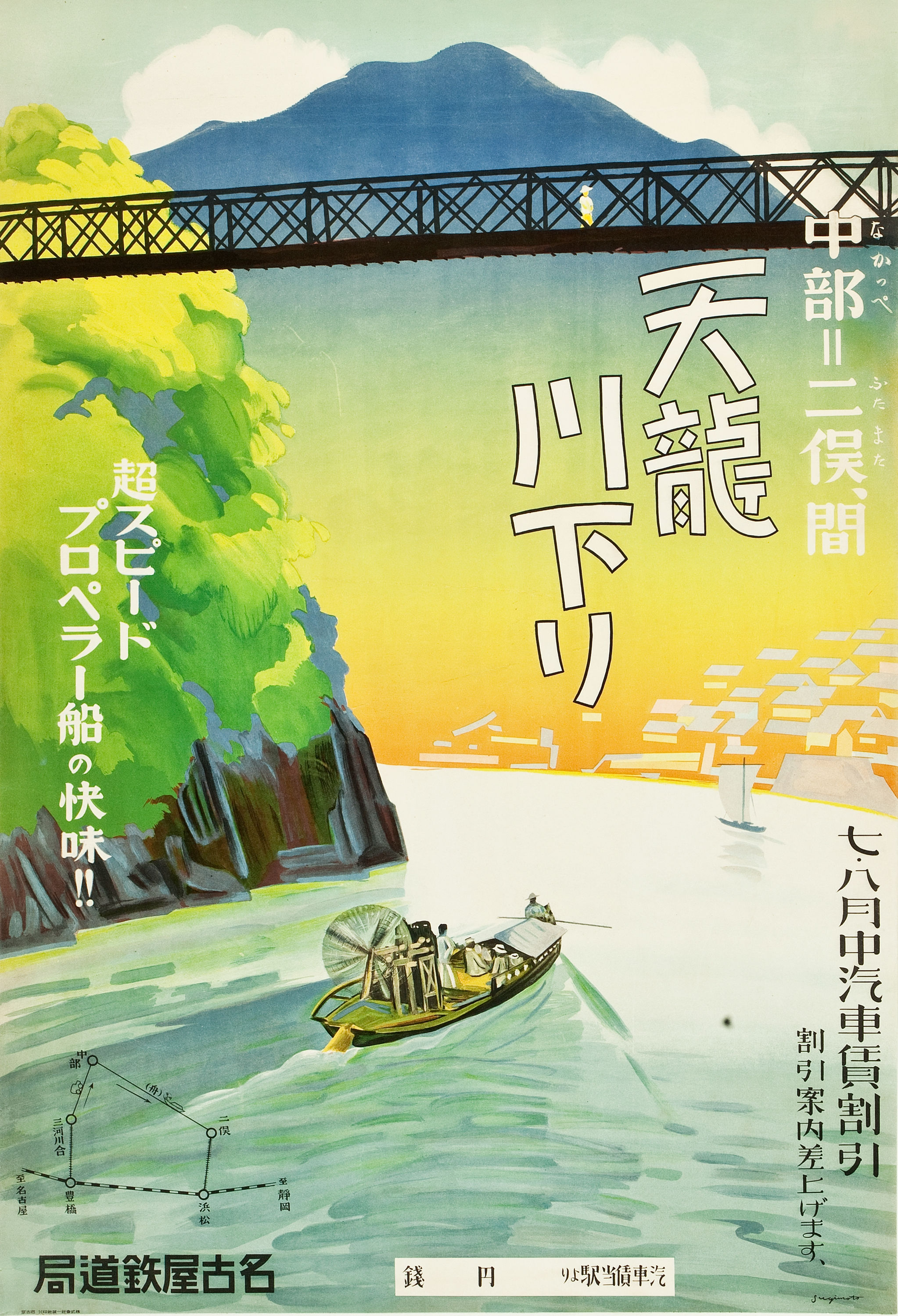
鉄道省名古屋鉄道局のポスター（1930年代）。左下に、三河川合駅からバスで中部（なかっぺ）まで移動し、中部から二俣までの天竜川船下りをする観光ルートが示されている。

奥三河を通る街道の一つに、別所街道があった。別所街道は、豊橋から豊川左岸の旧八名郡域を通り、北設楽郡の本郷（現・東栄町本郷）を経て新野峠を越え長野県へと至る街道である。駅のある川合地区は元々、この街道の物資集積地であった。
旧設楽郡域で最初に開通した豊川鉄道は、豊橋駅を起点として1900年（明治33年）に大海駅まで達した。現在のJR飯田線南部に当たる区間である。大正に入ると、東三自動車運輸株式会社によって1919年（大正8年）8月より、大海から大野（現・新城市大野）、川合を経て本郷へと至る路線バスの運転が開始された。
バス開業から4年後の1923年2月、豊川鉄道の姉妹会社鳳来寺鉄道が、大海駅を起点として当駅まで開通し、川合にも鉄道が開通した。川合まで同鉄道が出来たのは、ここが別所街道の物資集散地であったためである。この時点では三河川合駅は終着駅であり、それゆえにその先の北遠・南信地方への玄関口となった。駅からは古戸（現・東栄町振草、本郷の北）や静岡県の中部（現・浜松市天竜区佐久間町中部）へのバスが接続して乗換客で賑わい、物資の集積地としても栄えて駅前一帯には旅館や食堂、物資を扱う運送業者・問屋が集まり活況を呈した。駅自体にも、鳳来寺鉄道直営の食堂（1階）と宿泊施設（2階）が併設されていた。終着駅であったころが、川合地区が最も繁栄していた時期であったと言う。
開設から10年後の1933年（昭和8年）12月、三信鉄道がさらに先東栄駅までの路線を開通させた。同鉄道はこの後1937年（昭和12年）に三河川合駅と天竜峡駅を結ぶ区間を全通させるのだが、豊川鉄道・鳳来寺鉄道と直通運転を行う同線の開通により、三河川合駅は実質的には途中駅となり、終着駅では無くなった。三信鉄道開通時、曳家工法により駅は山寄りに移転している。
1943年8月、鳳来寺鉄道や三信鉄道、豊川鉄道等の鉄道路線は買収・国有化され、一括して豊橋 - 辰野間を結ぶ国鉄飯田線となった。これに伴って三河川合駅も、鳳来寺鉄道・三信鉄道から国鉄運営に移行した。
国有化後の大きな出来事は、駅北方に建設される宇連ダムへの資材輸送基地として活用されたことである。資材輸送は1953年（昭和28年）から本格的に開始され、駅にはセメント等の資材を保管する倉庫や砂利を貯蔵するホッパー、これらの施設への引込線が新設された。駅に一旦集められたこれらの建設資材は、道路や索道を用いてダムサイトへと輸送されていった。砂利については天竜川のものが用いられ、採取地に近い飯田線千代駅（長野県）から三河川合まで、15トン積み貨車10両を連ねる砂利運搬専用貨物列車が運転されていた。このダムは1958年（昭和33年）に完成した。
貨物取扱に関しては一時的にダム資材輸送基地であった他、クレーンを備える木材積出し駅でもあった。しかし1971年（昭和46年）12月飯田線合理化の一環として、開業時から行われていた貨物取扱は廃止された。旅客専用駅となったまま1987年（昭和62年）4月の国鉄分割民営化を迎え、国鉄からJR東海運営に移行し、現在に至っている。

### 年表
- 1923年（大正12年）2月1日：鳳来寺鉄道の終着駅として開設[10]。
- 1933年（昭和8年）12月21日：三信鉄道開業。乗入開始[10]。
- 1943年（昭和18年）8月1日：鳳来寺鉄道・三信鉄道国有化に伴い、国鉄飯田線の駅となる[10]。
- 1963年（昭和38年）3月1日：車扱貨物取扱範囲を、専用線発着のみに縮小[10]。
- 1966年（昭和41年）4月1日：車扱貨物取扱廃止[10]。
- 1971年（昭和46年）12月1日：小口扱貨物取扱を廃止し、貨物取扱廃止。同時に荷物扱いも廃止[10]。
- 1986年（昭和61年）11月1日：無人駅化[11]。
- 1987年（昭和62年）4月1日：国鉄分割民営化に伴い、JR東海が継承[10]。

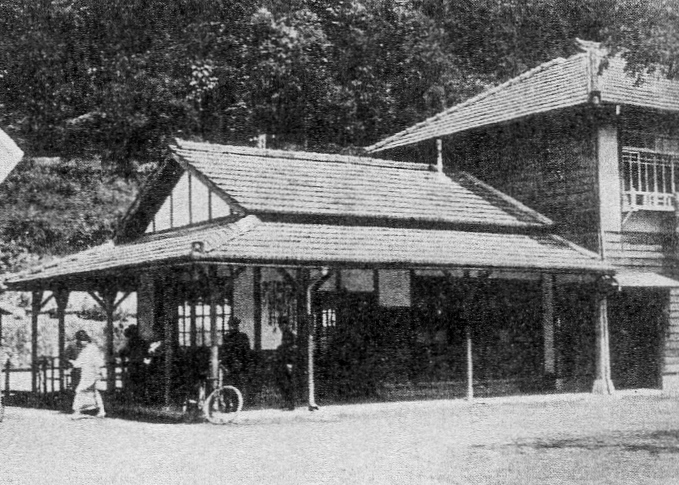
昭和初期の駅舎（1937年）
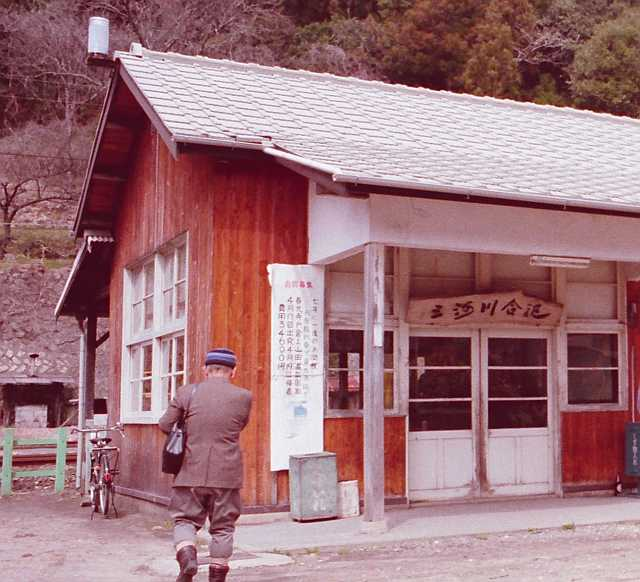
国鉄末期の駅舎（1979年）
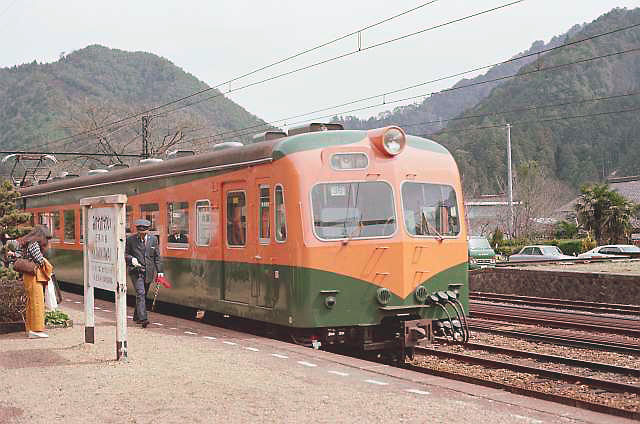
国鉄末期の駅構内（1979年）

## 駅構造
島式ホーム1面2線を有する地上駅である。ホーム番線は東側が1番線、西側が2番線で、1番線に豊橋方面行上り列車が、2番線に中部天竜方面行下り列車が発着する。2番線は2021年(令和3年)まで上下双方に対応していた。また、ホームに接さない側線も構内に敷設されている。
駅舎は、ホーム辰野側端から1番線を横断した先、構内東側にある。かつては駅員配置があったが、1986年以降無人駅（駅員無配置駅）であり、管理駅（駅長配置駅）である豊川駅の管理下に置かれている。

### のりば
| 番線 | 路線      | 方向 | 行先               |
| ---- | --------- | ---- | ------------------ |
| 1    | CD 飯田線 | 上り | 豊橋方面           |
| 2    | CD 飯田線 | 下り | 中部天竜・飯田方面 |

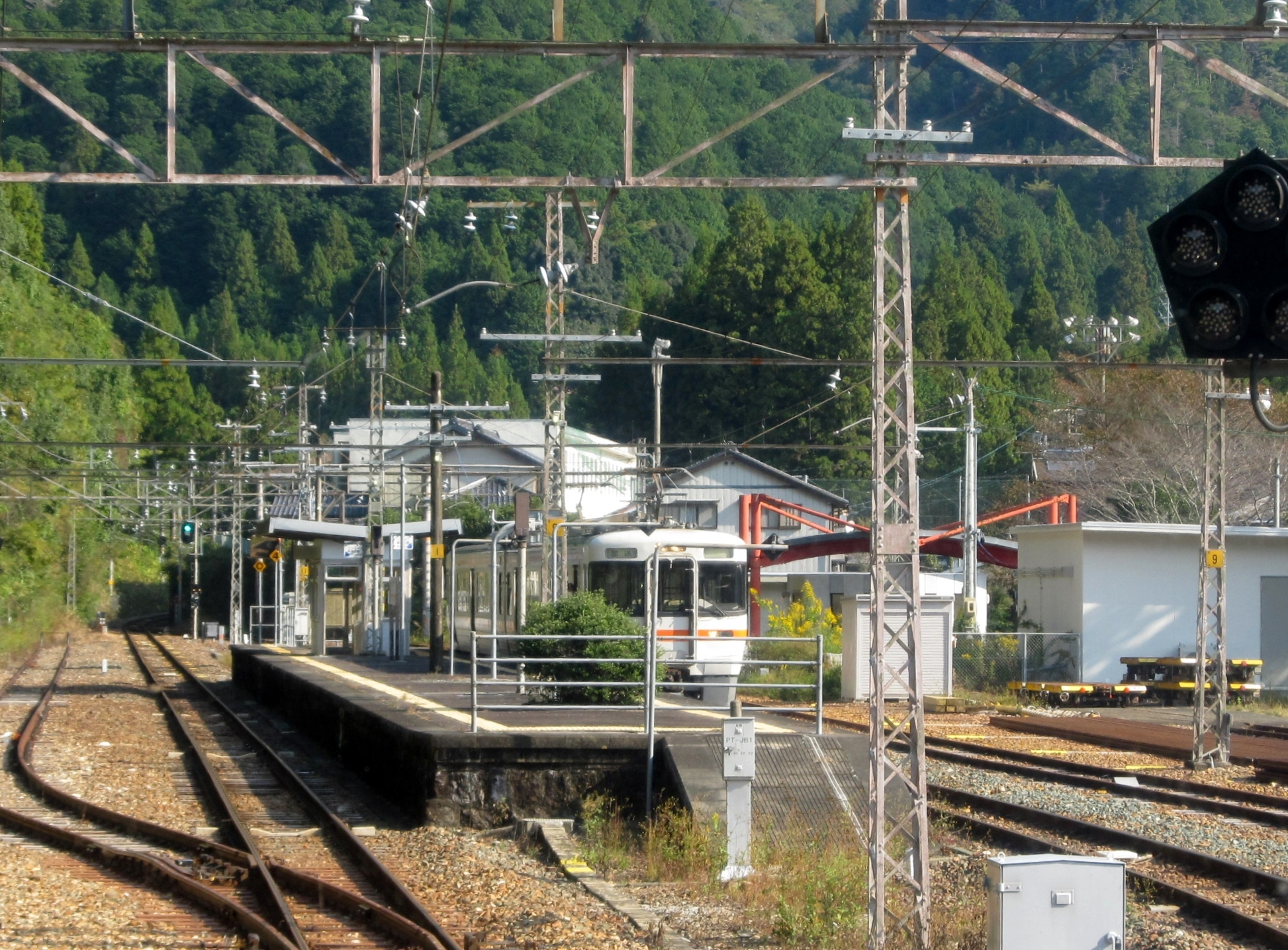
駅構内（2022年10月）

## 停車列車
2011年3月改正時点で、下り（中部天竜方面行）は1日12本（ほぼ1 - 3時間に1本）、上り（豊橋方面行）は13本（1 - 3時間に1本、最大1時間に2本）の列車が設定されている。種別は普通列車が主だが、上りに1本のみ快速列車がある。特急「伊那路」は停車しない。
現在はないが、かつてはこの駅を起点ないし終点とする列車が存在した。例えば1972年3月改正時点では、夜間に豊橋方面発で三河川合終着の列車があり、早朝に豊橋及び中部天竜方面へそれぞれ向かう当駅起点の列車があった。また、2017年4月19日に早瀬-下川合間で発生した土砂崩れの影響により、三河川合-中部天竜間が不通となった際はこの駅で折返し運転を実施した。

## 利用状況
2002年（平成14年）の乗車人員は、年間3万4284人（1日平均94人）で、そのうち約82%にあたる2万7984人が定期券での利用である。
その他の年の乗車人員は以下の通り。
- 1998年 - 年間3万5557人・1日平均97人
- 2000年 - 年間3万4284人・1日平均95人

## 駅周辺

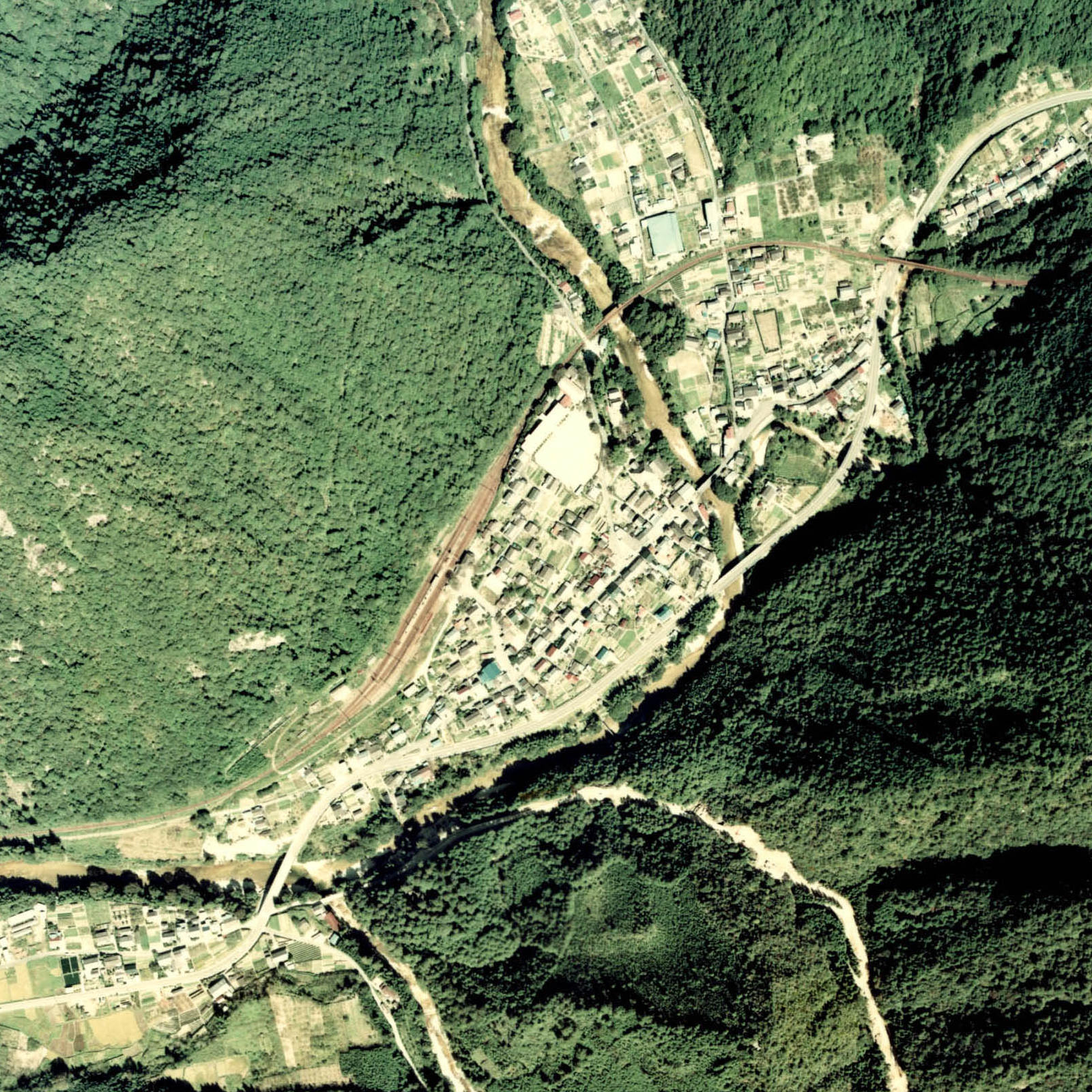
1976年の三河川合駅とその周囲。駅は写真中央のやや左。左から上へと抜けていく川が宇連川。

駅のある新城市川合（旧・北設楽郡三輪村川合→南設楽郡鳳来町川合）は、豊川の支流宇連川と亀淵川の合流点付近に発達した集落である。地内には、小学校（新城市立鳳来東小学校）や郵便局等の施設がある。駅前から伸びる愛知県道424号で宇連川沿いを北東へ進んだ場所には宇連ダム・鳳来湖がある。
川合を通り抜けている国道151号（別所街道）を西側へ進み、宇連川の右岸から左岸へと渡った先は新城市名号。三遠南信自動車道の鳳来峡インターチェンジが地内にある。地内を通りさらに西へ進むと次の柿平駅の対岸へと出る。一方、川合から国道を東へ進むと、飯田線と併走して次の池場駅対岸へと繋がっている。

## 隣の駅
東海旅客鉄道（JR東海）
CD 飯田線
■快速（上りのみ運転）
三河槙原駅 ← 三河川合駅 ← 東栄駅
■普通
三河槙原駅 - 柿平駅（※） - 三河川合駅 - 池場駅（※） - 東栄駅
（※）一部の普通列車は柿平駅と池場駅に停車しない。